# Campionato caraibico maschile di pallacanestro 2009
Il 20º Campionato Caraibico Maschile di Pallacanestro FIBA (noto anche come FIBA CBC Championship 2009) si è svolto dal 30 giugno al 4 luglio 2009 a Tortola nelle Isole Vergini Britanniche. Il torneo è stato vinto dalla nazionale giamaicana.

## Classifica finale
| Pos | Squadra                   | Rosa |
| --- | ------------------------- | --- |
|     | Giamaica                  | Giamaica4 Carr, 5 Coburn, 6 Efejuku Rose, 7 Johns, 8 Rogers, 9 Walker, 10 Alliman, 11 Smith, 12 Forbes, 13 Ffriend, 14 Staple, 15 Samuels, All. Sam Vincent          |
|     | Isole Vergini Britanniche | Isole Vergini Britanniche4 C. Smith, 5 Parillon, 6 Lewis, 8 Bass, 9 Cameron, 10 Chiverton, 11 Hillhouse, 12 George, 13 Percival, 14 L. Smith, 15 Penn, All. -        |
|     | Cuba                      | Cuba4 Jemmott, 5 Guerra, 6 Pérez, 7 Lavastida, 8 García, 9 Silvestre, 10 Polas, 11 Valdés, 12 Haití, 13 Elías, 14 Torres, 15 Paumier, All. Daniel Scott              |
| 4   | Trinidad e Tobago         | Trinidad e Tobago4 Young, 5 George, 6 Kewis, 7 Garcia, 8 Christian, 9 Alfred, 10 Williams, 11 George, 12 Pompey, 13 Ashby, 14 Benjamin, 15 Rowley, All. Terry Layton |
| 5   | Bahamas                   | Bahamas4 Hall, 5 Hinds, 6 Bain, 7 Hutchinson, 8 Henfield, 9 Forbes, 10 Cox, 11 Seymour, 12 Demeritte, 14 Hudson, 15 Bain, All. -                                     |
| 6   | Barbados                  | Barbados4 Patrick, 5 Motara, 6 Williams, 7 Holder, 8 Trotman, 9 Smith, 10 Jones, 11 Patterson, 12 Haynes, 13 Lockhart, 14 Gill, 15 Rowe, All. -                      |
| 7   | Antigua e Barbuda         | Antigua e Barbuda4 Destin, 5 Simon, 6 Walker, 7 Charles, 8 Meade, 9 Mar. Davis, 11 Samuel, 12 Mah. Davis, 13 Harris, 14 Henry, All. -                                |
| 8   | Bermuda                   | Bermuda4 Bean, 5 M. Smith, 6 Vernell Lambe, 7 Vernon Lambe, 8 A. Smith, 9 Jackson, 10 Correia, 11 Peterkin, 12 Nesbitt, 13 Lee, 14 Paynter, 15 Todd, All. -          |